# 1 E2 m²
Za lažje predstavljanje različnih velikosti površin je tu seznam površin med 100 m² (1 arom) in 1000 m² (10 ari). Glejte tudi področja drugih redov velikosti.
- površine, manjše od 100 m²
- 100 m² je enako kot:
  - 1080 kvadratnih čevljev
  - površina kvadrata s stranico 10 m.
- 162 m² -- površina igrišča za odbojko (9 × 18 m)
- 260,87 m² -- površina teniškega igrišča
- 358 m² -- površina kril pri letalu Concorde
- 420 m² -- površina košarkaškega igrišča (15 × 28 m)
- 422 m² -- Velika dvorana v stavbi Državnega zbora
- 438 m² -- površina kril letala Tupoljev Tu-144
- 550 m² -- površina Sealanda
- 819 m² -- površina Stonehengea
- površine, večje od tisoč m²